# Faurea coriacea
Faurea coriacea är en tvåhjärtbladig växtart som beskrevs av S.K. Marner. Faurea coriacea ingår i släktet Faurea och familjen Proteaceae. Inga underarter finns listade i Catalogue of Life.